# John Carrère
Pour les articles homonymes, voir Carrère.
John Merven Carrère, né le 9 novembre 1858 à Rio de Janeiro et mort le 1er mars 1911 à New York, est un architecte et urbaniste américain.

## Biographie
Fils d'un américain originaire de Baltimore, John Merven Carrère (lui-même petit-fils d'un Bordelais, Jean Carrère, 1759 - 1841) et d’Anna Louisa Maxwell, la fille du prospère commerçant de café brésilien de Rio Joseph Maxwell, Carrère a été envoyé dans son enfance étudier en Suisse jusqu’en 1880, à son entrée aux Beaux-Arts de Paris. Après avoir étudié dans l’atelier de Léon Ginain jusqu’en 1882, il est retourné à New York où s’était installée sa famille après avoir quitté le Brésil.
Après avoir travaillé comme dessinateur pour le cabinet d’architectes McKim, Mead and White, il décida de se mettre à son compte en partenariat avec son collègue et condisciple parisien, Thomas Hastings, en 1885. Son sens de l’organisation, du jugement artistique et de l’énergie furent essentiels à la création et au succès de la firme Carrère and Hastings (en). Pendant cette période, Carrère conçut indépendamment plusieurs bâtiments en panorama circulaire à New York et à Chicago. Très actif dans les grands projets civiques et commerciaux de l’entreprise, y compris les bureaux de la Chambre et du Sénat sur la colline du Capitole, la Carnegie Institution de Washington, DC, le pont de Manhattan et de ses approches et la New York Public Library achevée en 1911. S’intéressant aux affaires civiques à New York, il a joué, avec l’aide d’Elihu Root, un rôle dans l’établissement de la Commission d’Art de New York avant d’étendre, par la suite, son rôle public, à l’échelle nationale.
Dans les années 1890, il a travaillé avec d’autres dirigeants de l’American Institute of Architects pour convaincre le Département du Trésor des États-Unis de mettre en œuvre la loi Tarnsey, adoptée par le Congrès en 1893 pour permettre au gouvernement fédéral d’octroyer des commissions architecturales pour ses bâtiments à travers des concours publics. Connu pour son enthousiasme généreux et son honnêteté sans faille, lorsqu’on lui offrit, après la démission de l’architecte de tutelle de la Direction du Trésor, Jeremiah O’Rourke, lors de la longue controverse au sujet de la loi Tarnsey, son poste, Carrère le refusa en écrivant que « le système, non l’homme, devrait être changé ».
Impliqué dans le développement de l’urbanisme aux États-Unis, Carrère est l’auteur de brochures et de conférences dans les universités et à des groupes de citoyens sur son domaine. Il a collaboré avec Daniel Burnham et Arnold Brunner sur le plan du Groupe de Cleveland, dans l’Ohio (1903), et encore avec Brunner sur un plan de Grand Rapids, Michigan (1909). En 1910, il a travaillé avec Brunner et Frederick Law Olmsted, Jr. sur un plan pour un centre civique à Baltimore. La firme Carrère et Hastings a ensuite produit un plan de la ville de Hartford (Connecticut), qui a été achevé en 1911, juste avant la mort tragique et prématurée de Carrère, lors de la collision d’un tramway avec le taxi où il se trouvait. Victime d’une commotion cérébrale, il ne reprit jamais conscience. Il vivait depuis 1901, après avoir déménagé de Staten Island, sur East 65th Street à Manhattan avec Marion Dell, qu’il avait épousée en 1886 et dont il avait eu trois filles, dont l’une était morte en bas âge. Il avait également construit une maison de campagne à Harrison, New York.

## Publications
- City improvement from the artistic standpoint. An address, Hartford, The Society, 1908.